# Cúp bóng đá nữ châu Á 2022
Cúp bóng đá nữ châu Á 2022 (tiếng Anh: 2022 AFC Women's Asian Cup, tiếng Hindi: 2022 एएफसी महिला एशियाई कप) là mùa giải lần thứ 20 của Cúp bóng đá nữ châu Á. Giải đấu được diễn ra tại Ấn Độ từ ngày 20 tháng 1 đến ngày 6 tháng 2 năm 2022.
Lần đầu tiên trong lịch sử giải đấu, số đội tham dự được tăng lên 12 đội. Đây cũng là vòng loại cuối cùng của Giải vô địch bóng đá nữ thế giới 2023 khu vực châu Á (Quy định điều 4.6). Có năm đội giành quyền tham dự Giải vô địch bóng đá thế giới nếu vượt qua được vòng loại trực tiếp (bao gồm vòng play-off tranh hạng năm hoặc có thể là hạng sáu) và gồm hai đội tham dự vòng play-off liên khu vực để tranh vé dự World Cup nữ 2023 tại Úc và New Zealand.
Nhật Bản là đương kim vô địch của giải, nhưng họ không thể bảo vệ ngôi vô địch khi để thua Trung Quốc 3-4 trong loạt sút luân lưu (hòa 2-2 sau 120 phút) ở bán kết. Trung Quốc đã giành chức vô địch lần thứ 9 trong lịch sử sau khi vượt qua Hàn Quốc với tỉ số 3–2 ở trận chung kết.

## Lựa chọn chủ nhà
Ba quốc gia sau đây đã gửi hồ sơ của họ để tổ chức giải đấu trước hạn chót ngày 31 tháng 5 năm 2019.
- Ấn Độ
- Đài Bắc Trung Hoa
- Uzbekistan

Ấn Độ trước đây đã từng tổ chức Giải vô địch bóng đá nữ châu Á 1980 và Đài Loan (Đài Bắc Trung Hoa) đã tổ chức giải đấu năm 2001. Ấn Độ được công bố là chủ nhà vào ngày 5 tháng 6 năm 2020.

## Vòng loại
Chủ nhà Ấn Độ và 3 đội đứng đầu ở giải đấu năm 2018 tự động vượt qua vòng loại. 8 suất còn lại được xác định thông qua các trận vòng loại thi đấu vào tháng 9 và 10 năm 2021.

### Các đội tuyển vượt qua vòng loại
| Đội               | Tư cách vượt qua vòng loại | Ngày vượt qua vòng loại | Lần tham dự vòng chung kết | Lần tham dự cuối | Thành tích tốt nhất                                              | Bảng xếp hạng FIFA tháng 12 năm 2021 |
| ----------------- | -------------------------- | ----------------------- | -------------------------- | ---------------- | ---------------------------------------------------------------- | ------------------------------------ |
| Ấn Độ             | Chủ nhà                    | 5 tháng 6 năm 2020      | Thứ 9                      | 2003             | Á quân (1979, 1983)                                              | 55                                   |
| Nhật Bản          | Vô địch 2018               | 28 tháng 1 năm 2021     | Thứ 17                     | 2018             | Vô địch (2014, 2018)                                             | 13                                   |
| Úc                | Á quân 2018                | 28 tháng 1 năm 2021     | Thứ 6                      | 2018             | Vô địch (2010)                                                   | 11                                   |
| Trung Quốc        | Hạng ba 2018               | 28 tháng 1 năm 2021     | Thứ 15                     | 2018             | Vô địch (1986, 1989, 1991, 1993, 1995, 1997, 1999, 2006)         | 19                                   |
| Đài Bắc Trung Hoa | Nhất Bảng A                | 24 tháng 10 năm 2021    | Thứ 14                     | 2008             | Vô địch (1977, 1979, 1981)                                       | 39                                   |
| Việt Nam          | Nhất Bảng B                | 29 tháng 9 năm 2021     | Thứ 9                      | 2018             | Hạng sáu (2014)                                                  | 32                                   |
| Indonesia         | Nhất Bảng C                | 27 tháng 9 năm 2021     | Thứ 5                      | 1989             | Hạng tư (1977, 1986)                                             | 94                                   |
| Myanmar           | Nhất Bảng D                | 24 tháng 10 năm 2021    | Thứ 5                      | 2014             | Vòng bảng (2003, 2006, 2010, 2014)                               | 47                                   |
| Hàn Quốc          | Nhất Bảng E                | 23 tháng 9 năm 2021     | Thứ 13                     | 2018             | Hạng ba (2003)                                                   | 18                                   |
| Philippines       | Nhất Bảng F                | 24 tháng 9 năm 2021     | Thứ 10                     | 2018             | Vòng bảng (1981, 1983, 1993, 1995, 1997, 1999, 2001, 2003, 2018) | 64                                   |
| Iran              | Nhất Bảng G                | 25 tháng 9 năm 2021     | Thứ 1                      | N/A              | Lần đầu                                                          | 70                                   |
| Thái Lan          | Nhất Bảng H                | 25 tháng 9 năm 2021     | Thứ 17                     | 2018             | Vô địch (1983)                                                   | 38                                   |

## Địa điểm
Cúp bóng đá nữ châu Á 2022 sẽ được tổ chức tại ba thành phố trên khắp Ấn Độ và các trận đấu sẽ được diễn ra tại ba sân vận động.. Ban đầu, 3 thành phố đăng cai là Ahmedabad, Bhubaneswar và Navi Mumbai, nhưng sau đó AFC đã thông báo rằng các thành phố đăng cai là Mumbai, Navi Mumbai và Pune, cả ba đều thuộc bang Maharashtra. AFC xác nhận ba thành phố đăng cai tổ chức sự kiện này vào tháng 3 năm 2021, vì các thành phố Ahmedabad và Bhubaneswar đăng cai các sự kiện vào tháng 6 năm 2021
| MumbaiNavi MumbaiPune | Mumbai                | Navi Mumbai           | Pune                                         |
| --------------------- | --------------------- | --------------------- | -------------------------------------------- |
| MumbaiNavi MumbaiPune | Mumbai Football Arena | Sân vận động DY Patil | Khu liên hợp thể thao Shree Shiv Chhatrapati |
| MumbaiNavi MumbaiPune | Sức chứa: 18.000      | Sức chứa: 55.000      | Sức chứa: 11.900                             |
| MumbaiNavi MumbaiPune |                       |                       |                                              |

## Bốc thăm
Lễ bốc thăm chia bảng sẽ được tổ chức tại trụ sở AFC tại Kuala Lumpur, Malaysia vào lúc 15:00 (UTC+8) ngày 28 tháng 10 năm 2021.
Các nhóm hạt giống dựa vào thành tích của các đội tại Cúp bóng đá nữ châu Á 2018 và vòng loại. Riêng chủ nhà Ấn Độ được xếp vào nhóm hạt giống số 1 và tự động có vị trí A1.
| Nhóm 1                                   | Nhóm 2                                | Nhóm 3                                          | Nhóm 4                          |
| ---------------------------------------- | ------------------------------------- | ----------------------------------------------- | ------------------------------- |
| 1. Ấn Độ (chủ nhà; A1) 2. Nhật Bản 3. Úc | 1. Trung Quốc 2. Thái Lan 3. Hàn Quốc | 1. Philippines 2. Việt Nam 3. Đài Bắc Trung Hoa | 1. Myanmar 2. Indonesia 3. Iran |

## Danh sách cầu thủ
Mỗi đội phải đăng ký một đội hình tối thiểu là 18 cầu thủ và tối đa là 23 cầu thủ, ít nhất ba người trong số họ phải là thủ môn (Quy định điều 26.3).

## Vòng bảng
Hai đội đầu mỗi bảng và 2 đội xếp thứ ba có thành tích tốt nhất giành quyền vào tứ kết.
Các tiêu chí
Các đội được xếp hạng theo điểm (ba điểm cho một trận thắng, một điểm cho một trận hòa, không có điểm nào cho một trận thua), và nếu hòa về điểm, các tiêu chí hòa sau sẽ được áp dụng, theo thứ tự, để xác định thứ hạng (Quy định điều 7.3):
1. Điểm trong các trận đối đầu giữa các đội hòa nhau;
2. Hiệu số bàn thắng bại trong các trận đối đầu giữa các đội bằng điểm;
3. Bàn thắng ghi được trong các trận đối đầu giữa các đội bằng điểm;
4. Nếu có nhiều hơn hai đội bằng điểm và sau khi áp dụng tất cả các tiêu chí đối đầu ở trên, một nhóm các đội vẫn bằng điểm, tất cả các tiêu chí đối đầu ở trên sẽ được áp dụng lại riêng cho nhóm này;
5. Hiệu số bàn thắng bại trong tất cả các trận đấu vòng bảng;
6. Bàn thắng được ghi trong tất cả các trận đấu vòng bảng;
7. Đá luân lưu nếu chỉ có hai đội bằng điểm và gặp nhau ở lượt trận cuối cùng của vòng bảng;
8. Điểm kỷ luật (thẻ vàng = 1 điểm, thẻ đỏ gián tiếp = 3 điểm, thẻ đỏ trực tiếp = 3 điểm, thẻ vàng + thẻ đỏ trực tiếp = 4 điểm), đội có nhiều điểm hơn sẽ xếp thấp hơn;
9. Bốc thăm.

Tất cả thời gian theo giờ địa phương: IST (UTC+5:30).

### Bảng A
| VT | Đội               | ST | T | H | B | BT | BB | HS  | Đ | Giành quyền tham dự |
| -- | ----------------- | -- | - | - | - | -- | -- | --- | - | ------------------- |
| 1  | Trung Quốc        | 2  | 2 | 0 | 0 | 11 | 0  | +11 | 6 | Tứ kết              |
| 2  | Đài Bắc Trung Hoa | 2  | 1 | 0 | 1 | 5  | 4  | +1  | 3 | Tứ kết              |
| 3  | Iran              | 2  | 0 | 0 | 2 | 0  | 12 | −12 | 0 |                     |
| 4  | Ấn Độ (H)         | 0  | 0 | 0 | 0 | 0  | 0  | 0   | 0 | Rút lui             |

1. ↑  Ấn Độ không có đủ 13 cầu thủ cần thiết và không thể chơi trận đấu ở vòng bảng với Đài Bắc Trung Hoa do chỉ còn lại ít hơn 13 cầu thủ. Các thành viên còn lại đều có kết quả xét nghiệm dương tính với COVID-19. Đội tuyển này được coi là đã rút lui khỏi giải đấu, và BTC đã huỷ toàn bộ các kết quả liên quan ở bảng đấu.[13].

| Trung Quốc                                                       | 4–0                            | Đài Bắc Trung Hoa |
| ---------------------------------------------------------------- | ------------------------------ | ----------------- |
| - Vương Sảng 3' (ph.đ.), 68' - Vương San San 9' - Trương Hân 54' | Chi tiết (FIFA) Chi tiết (AFC) |                   |

| Ấn Độ | Hủy kết quả (0–0) | Iran |
| ----- | ----------------- | ---- |
|       |                   |      |

| Iran | 0–7 | Trung Quốc |
| ---- | --- | --- |
|      |     | - Vương Sảng 28', 49' (ph.đ.) - Tiêu Dụ Nghi 43' - Vương San San 55', 59' - Đường Giai Lệ 77' - Adeli 82' (l.n.) |

| Đài Bắc Trung Hoa | Đã hủy | Ấn Độ |
| ----------------- | ------ | ----- |
|                   |        |       |

| Ấn Độ | Đã hủy | Trung Quốc |
| ----- | ------ | ---------- |
|       |        |            |

| Đài Bắc Trung Hoa                                                           | 5–0 | Iran |
| --------------------------------------------------------------------------- | --- | ---- |
| - Lại Ly Cầm 4', 31', 65' (ph.đ.) - Trần Yến Bình 40' - Vương Sương Huệ 78' |     |      |

### Bảng B
| VT | Đội         | ST | T | H | B | BT | BB | HS  | Đ | Giành quyền tham dự |
| -- | ----------- | -- | - | - | - | -- | -- | --- | - | ------------------- |
| 1  | Úc          | 3  | 3 | 0 | 0 | 24 | 1  | +23 | 9 | Tứ kết              |
| 2  | Philippines | 3  | 2 | 0 | 1 | 7  | 4  | +3  | 6 | Tứ kết              |
| 3  | Thái Lan    | 3  | 1 | 0 | 2 | 5  | 3  | +2  | 3 | Tứ kết              |
| 4  | Indonesia   | 3  | 0 | 0 | 3 | 0  | 28 | −28 | 0 |                     |

1. 1 2  Do có hành vi không chấp hành quy định chống doping, Cơ quan phòng chống Doping thế giới (WADA) đã đưa ra án phạt cấm Indonesia và Thái Lan sử dụng cờ quốc gia trên các đấu trường thế giới hoặc khu vực, ngoại trừ tại Thế vận hội.

| Úc | 18–0     | Indonesia |
| --- | -------- | --------- |
| - Kerr 9', 11', 26' (ph.đ.), 36', 54' - Foord 14' - Fowler 17' - Raso 24', 88' - Carpenter 34', 49' - E. van Egmond 40' (ph.đ.), 57', 69' - Yallop 59' - Simon 68', 71' - Luik 79' | Chi tiết |           |

| Thái Lan | 0–1             | Philippines     |
| -------- | --------------- | --------------- |
|          | Chi tiết (FIFA) | C. McDaniel 81' |

| Indonesia | 0–4 | Thái Lan                                 |
| --------- | --- | ---------------------------------------- |
|           |     | - Chetthabutr 27', 36', 71' - Makris 76' |

| Philippines | 0–4 | Úc                                                              |
| ----------- | --- | --------------------------------------------------------------- |
|             |     | - Kerr 51' - Randle 53' (l.n.) - E. van Egmond 67' - Fowler 87' |

| Úc                           | 2–1             | Thái Lan      |
| ---------------------------- | --------------- | ------------- |
| E. van Egmond 39' · Kerr 80' | Chi tiết (FIFA) | Nipawan 90+3' |

| Philippines                                                                   | 6–0 | Indonesia |
| ----------------------------------------------------------------------------- | --- | --------- |
| - Guillou 6' - Bolden 27' - Annis 56', 82' - Miclat 74' (ph.đ.) - Cesar 90+4' |     |           |

### Bảng C
| VT | Đội      | ST | T | H | B | BT | BB | HS | Đ | Giành quyền tham dự |
| -- | -------- | -- | - | - | - | -- | -- | -- | - | ------------------- |
| 1  | Nhật Bản | 3  | 2 | 1 | 0 | 9  | 1  | +8 | 7 | Tứ kết              |
| 2  | Hàn Quốc | 3  | 2 | 1 | 0 | 6  | 1  | +5 | 7 | Tứ kết              |
| 3  | Việt Nam | 3  | 0 | 1 | 2 | 2  | 8  | −6 | 1 | Tứ kết              |
| 4  | Myanmar  | 3  | 0 | 1 | 2 | 2  | 9  | −7 | 1 |                     |

| Nhật Bản                                                    | 5–0      | Myanmar |
| ----------------------------------------------------------- | -------- | ------- |
| Ueki 22' · Hasegawa 47', 90+2' · Naomoto 52' · Narumiya 70' | Chi tiết |         |

| Hàn Quốc                                                   | 3–0             | Việt Nam |
| ---------------------------------------------------------- | --------------- | -------- |
| Ji So-yun 4', 81' (ph.đ.) · Trần Thị Phương Thảo 7' (l.n.) | Chi tiết (FIFA) |          |

| Myanmar | 0–2 | Hàn Quốc                           |
| ------- | --- | ---------------------------------- |
|         |     | - Lee Geum-min 50' - Ji So-yun 84' |

| Việt Nam | 0–3             | Nhật Bản                          |
| -------- | --------------- | --------------------------------- |
|          | Chi tiết (FIFA) | - Narumiya 38', 58' - Kumagai 50' |

| Nhật Bản | 1–1 | Hàn Quốc        |
| -------- | --- | --------------- |
| Ueki 1'  |     | Ji-Youn Seo 85' |

| Việt Nam                                              | 2–2            | Myanmar                                             |
| ----------------------------------------------------- | -------------- | --------------------------------------------------- |
| - Nguyễn Thị Tuyết Dung 45+2' · Huỳnh Như 64' (ph.đ.) | Chi tiết (AFC) | - Win Theingi Tun 28' (ph.đ.) - Khin Marlar Tun 49' |

### Xếp hạng các đội đứng thứ ba
Hai đội có thành tích tốt nhất sẽ giành quyền vào tứ kết. Do bảng A chỉ còn 3 đội sau khi chủ nhà Ấn Độ rút lui vì không đủ điều kiện thi đấu, việc so sánh các đội thứ 3 có thành tích tốt nhất bị thay đổi. Cụ thể, kết quả các trận của đội thứ 3 với đội thứ 4 bảng B và C sẽ không được tính trong việc xét các đội xếp thứ 3. 
| VT | Bg | Đội      | ST | T | H | B | BT | BB | HS  | Đ | Giành quyền tham dự |
| -- | -- | -------- | -- | - | - | - | -- | -- | --- | - | ------------------- |
| 1  | B  | Thái Lan | 2  | 0 | 0 | 2 | 1  | 3  | −2  | 0 | Tứ kết              |
| 2  | C  | Việt Nam | 2  | 0 | 0 | 2 | 0  | 6  | −6  | 0 | Tứ kết              |
| 3  | A  | Iran     | 2  | 0 | 0 | 2 | 0  | 12 | −12 | 0 |                     |

## Vòng đấu loại trực tiếp
Trong vòng đấu loại trực tiếp, hiệp phụ và loạt sút luân lưu được sử dụng để quyết định đội thắng nếu cần thiết. Nếu trận đấu bước vào hiệp phụ, sự thay đổi người thứ 4 được phép sử dụng. Từ giải này trở đi, giải sẽ không có trận tranh hạng ba.

### Sơ đồ
|  | Tứ kết                   | Tứ kết           |                         |       | Bán kết | Bán kết |  |  | Chung kết | Chung kết |
|  |                          |                  |                         |       |         |         |  |  |           |           |
|  | 30 tháng 1 – Navi Mumbai |                  |                         |       |         |         |  |  |           |           |
|  |                          |                  |                         |       |         |         |  |  |           |           |
|  | Trung Quốc               | 3                |                         |       |         |         |  |  |           |           |
|  | Trung Quốc               | 3                | 3 tháng 2 – Pune        |       |         |         |  |  |           |           |
|  | Việt Nam                 | 1                |                         |       |         |         |  |  |           |           |
|  | Việt Nam                 | 1                | Trung Quốc (p)          | 2 (4) |         |         |  |  |           |           |
|  | 30 tháng 1 – Navi Mumbai |                  | Trung Quốc (p)          | 2 (4) |         |         |  |  |           |           |
|  |                          | Nhật Bản         | 2 (3)                   |       |         |         |  |  |           |           |
|  | Nhật Bản                 | Nhật Bản         | 2 (3)                   | 7     |         |         |  |  |           |           |
|  | Nhật Bản                 |                  | 6 tháng 2 – Navi Mumbai | 7     |         |         |  |  |           |           |
|  | Thái Lan                 | 0                |                         |       |         |         |  |  |           |           |
|  | Thái Lan                 | 0                | Trung Quốc              | 3     |         |         |  |  |           |           |
|  | 30 tháng 1 – Pune        |                  | Trung Quốc              | 3     |         |         |  |  |           |           |
|  |                          | Hàn Quốc         | 2                       |       |         |         |  |  |           |           |
|  | Úc                       | Hàn Quốc         | 2                       | 0     |         |         |  |  |           |           |
|  | Úc                       | 3 tháng 2 – Pune |                         | 0     |         |         |  |  |           |           |
|  | Hàn Quốc                 | 1                |                         |       |         |         |  |  |           |           |
|  | Hàn Quốc                 | 1                | Hàn Quốc                | 2     |         |         |  |  |           |           |
|  | 30 tháng 1 – Pune        |                  | Hàn Quốc                | 2     |         |         |  |  |           |           |
|  |                          | Philippines      | 0                       |       |         |         |  |  |           |           |
|  | Đài Bắc Trung Hoa        | Philippines      | 0                       | 1 (3) |         |         |  |  |           |           |
|  | Đài Bắc Trung Hoa        |                  |                         | 1 (3) |         |         |  |  |           |           |
|  | Philippines (p)          | 1 (4)            |                         |       |         |         |  |  |           |           |
|  | Philippines (p)          | 1 (4)            |                         |       |         |         |  |  |           |           |

### Tứ kết
4 đội thắng giành vé dự Giải vô địch bóng đá nữ thế giới 2023. 4 đội còn lại (trừ Úc, nếu có) chuyển xuống vòng play-off.
| Trung Quốc                                               | 3–1            | Việt Nam                    |
| -------------------------------------------------------- | -------------- | --------------------------- |
| - Vương Sảng 25' - Vương San San 52' - Đường Giai Lệ 54' | Chi tiết (AFC) | - Nguyễn Thị Tuyết Dung 11' |

| Úc | 0–1            | Hàn Quốc        |
| -- | -------------- | --------------- |
|    | Chi tiết (AFC) | - Ji So-yun 87' |

| Nhật Bản                                                                       | 7–0            | Thái Lan |
| ------------------------------------------------------------------------------ | -------------- | -------- |
| - Sugasawa 27', 65' (ph.đ.), 80', 83' - Miyazawa 45+2' - Sumida 48' - Ueki 75' | Chi tiết (AFC) |          |

| Đài Bắc Trung Hoa                                                                    | 1–1 (s.h.p.)   | Philippines                                                |
| ------------------------------------------------------------------------------------ | -------------- | ---------------------------------------------------------- |
| - Trác Lệ Bình 82'                                                                   | Chi tiết (AFC) | - Quezada 49'                                              |
| Loạt sút luân lưu                                                                    |                |                                                            |
| - Đinh Kỳ - Vương Sương Huệ - Trần Anh Hổ - Hứa Dực Quân - Tô Tâm Vân - Trác Lệ Bình | 3–4            | - Sara - Annis - Miclat - Hali Long - O. McDaniel - Bolden |

### Bán kết
| Trung Quốc                                                         | 2–2 (s.h.p.)                   | Nhật Bản                                         |
| ------------------------------------------------------------------ | ------------------------------ | ------------------------------------------------ |
| - Ngô Trừng Thư 46' - Vương San San 119'                           | Chi tiết (FIFA) Chi tiết (AFC) | - Ueki 26', 103'                                 |
| Loạt sút luân lưu                                                  |                                |                                                  |
| - Trương Hân - Trương Duệ - Dương Lê Na - Cao Thần - Vương San San | 4–3                            | - Kumagai - Hasegawa - Shimizu - Nagano - Minami |

| Hàn Quốc                          | 2–0            | Philippines |
| --------------------------------- | -------------- | ----------- |
| Cho So-hyun 4' · Son Hwa-yeon 34' | Chi tiết (AFC) |             |

### Chung kết
| Trung Quốc                                                           | 3–2                            | Hàn Quốc                                 |
| -------------------------------------------------------------------- | ------------------------------ | ---------------------------------------- |
| Đường Giai Lệ 68' (ph.đ.) · Trương Lâm Diễm 72' · Tiêu Dụ Nghi 90+3' | Chi tiết (FIFA) Chi tiết (AFC) | Choe Yu-ri 27' · Ji So-yun 45+3' (ph.đ.) |

## Play-off
Do Úc thua ở vòng tứ kết, 3 đội thua tứ kết còn lại sẽ thi đấu playoff vòng tròn 1 lượt. Đội đứng nhất trong 3 đội playoff sẽ có suất trực tiếp và 2 đội còn lại sẽ tham dự vòng playoff liên lục địa để giành vé vào vòng chung kết World Cup 2023.
| VT | Đội               | ST | T | H | B | BT | BB | HS | Đ | Giành quyền tham dự                     |
| -- | ----------------- | -- | - | - | - | -- | -- | -- | - | --------------------------------------- |
| 1  | Việt Nam          | 2  | 2 | 0 | 0 | 4  | 1  | +3 | 6 | Giành quyền tham dự FIFA World Cup 2023 |
| 2  | Đài Bắc Trung Hoa | 2  | 1 | 0 | 1 | 4  | 2  | +2 | 3 | Đi tiếp vào vòng play-off liên lục địa  |
| 3  | Thái Lan          | 2  | 0 | 0 | 2 | 0  | 5  | −5 | 0 | Đi tiếp vào vòng play-off liên lục địa  |

| Thái Lan | 0–2             | Việt Nam                            |
| -------- | --------------- | ----------------------------------- |
|          | Chi tiết (FIFA) | - Huỳnh Như 19' · Thái Thị Thảo 24' |

| Đài Bắc Trung Hoa                          | 3-0                            | Thái Lan |
| ------------------------------------------ | ------------------------------ | -------- |
| Tô Dục Huyên 44', 84' · Trần Anh Huy 90+3' | Chi tiết (FIFA) Chi tiết (AFC) |          |

| Việt Nam                                        | 2–1                            | Đài Bắc Trung Hoa  |
| ----------------------------------------------- | ------------------------------ | ------------------ |
| - Chương Thị Kiều 6' - Nguyễn Thị Bích Thùy 56' | Chi tiết (FIFA) Chi tiết (AFC) | - Tô Dục Huyên 50' |

## Vô địch
| Cúp bóng đá nữ châu Á 2022 |
| -------------------------- |
| · Trung Quốc · Lần thứ 9   |

## Bảng xếp hạng
| VT | Đội               | ST | T | H | B | BT | BB | HS  | Đ  | Kết quả chung cuộc                                                |
| -- | ----------------- | -- | - | - | - | -- | -- | --- | -- | ----------------------------------------------------------------- |
| 1  | Trung Quốc        | 5  | 4 | 1 | 0 | 18 | 4  | +14 | 13 | Vô địch1                                                          |
| 2  | Hàn Quốc          | 6  | 4 | 1 | 1 | 8  | 1  | +7  | 13 | Á quân1                                                           |
| 3  | Nhật Bản          | 5  | 3 | 2 | 0 | 17 | 2  | +15 | 11 | Bị loại ở bán kết1                                                |
| 4  | Philippines       | 5  | 2 | 1 | 2 | 8  | 7  | +1  | 7  | Bị loại ở bán kết1                                                |
| 5  | Úc                | 4  | 3 | 0 | 1 | 24 | 2  | +22 | 9  | Giành quyền vào FIFA World Cup 2023 do quyền chủ nhà              |
| 6  | Việt Nam          | 6  | 2 | 1 | 3 | 7  | 12 | −5  | 7  | Giành quyền vào FIFA World Cup 2023 vì thắng vòng play-off        |
|    |                   |    |   |   |   |    |    |     |    |                                                                   |
| 7  | Đài Bắc Trung Hoa | 5  | 2 | 1 | 2 | 10 | 7  | +3  | 7  | Bị loại ở vòng play-off và đi tiếp vào vòng play-off liên lục địa |
| 8  | Thái Lan          | 6  | 1 | 0 | 5 | 5  | 15 | −10 | 3  | Bị loại ở vòng play-off và đi tiếp vào vòng play-off liên lục địa |
| 9  | Myanmar           | 3  | 0 | 1 | 2 | 2  | 9  | −7  | 1  | Bị loại ở vòng bảng                                               |
| 10 | Iran              | 2  | 0 | 0 | 2 | 0  | 12 | −12 | 0  | Bị loại ở vòng bảng                                               |
| 11 | Indonesia         | 3  | 0 | 0 | 3 | 0  | 28 | −28 | 0  | Bị loại ở vòng bảng                                               |
| 12 | Ấn Độ (W, H)      | 0  | 0 | 0 | 0 | 0  | 0  | 0   | 0  | Rút lui                                                           |

1Các đội tuyển thắng tứ kết của giải đấu giành quyền tham dự World Cup 2023.

## Những đội đủ điều kiện tham dự Giải vô địch bóng đá nữ thế giới 2023
5 đội bóng của châu Á giành quyền đến Giải vô địch bóng đá nữ thế giới 2023, vì Úc là một trong hai đội chủ nhà nên họ tự động có suất vào vòng chung kết thế giới.. Các năm được in đậm là các năm mà đội đó lên ngôi vô địch.
| Đội bóng    | Ngày vượt qua vòng loại | Thành tích tại các Giải vô địch bóng đá nữ thế giới lần trước từng tham dự1 |
| ----------- | ----------------------- | --------------------------------------------------------------------------- |
| Úc          | 25 tháng 6 năm 2020     | 7 (19951, 19991, 20031, 2007, 2011, 2015, 2019)                             |
| Nhật Bản    | 30 tháng 1 năm 2022     | 8 (1991, 1995, 1999, 2003, 2007, 2011, 2015, 2019)                          |
| Hàn Quốc    | 30 tháng 1 năm 2022     | 3 (2003, 2015, 2019)                                                        |
| Trung Quốc  | 30 tháng 1 năm 2022     | 7 (1991, 1995, 1999, 2003, 2007, 2015, 2019)                                |
| Philippines | 30 tháng 1 năm 2022     | 0 (lần đầu)                                                                 |
| Việt Nam    | 6 tháng 2 năm 2022      | 0 (lần đầu)                                                                 |

1 Úc từng là thành viên của OFC vào các năm 1995, 1999 và 2003.

### Vòng play-off liên lục địa
Sẽ có hai đội giành suất của Liên đoàn bóng đá châu Á.
| Đội bóng          | Ngày vào vòng play-off liên lục địa |
| ----------------- | ----------------------------------- |
| Thái Lan          | 4 tháng 2 năm 2022                  |
| Đài Bắc Trung Hoa | 6 tháng 2 năm 2022                  |

## Đối tác truyền thông
| Các nước trong khu vực quy định sở hữu bản quyền Cúp bóng đá nữ châu Á 2022 | Các nước trong khu vực quy định sở hữu bản quyền Cúp bóng đá nữ châu Á 2022 | Các nước trong khu vực quy định sở hữu bản quyền Cúp bóng đá nữ châu Á 2022 |
| Lãnh thổ                                                                    | Đơn vị phát sóng                                                            | T.k                                                                         |
| --------------------------------------------------------------------------- | --------------------------------------------------------------------------- | --------------------------------------------------------------------------- |
| Úc                                                                          | Network 10                                                                  | [ 16 ] [ 17 ]                                                               |
| Trung Quốc đại lục                                                          | PPTV                                                                        | [ 18 ]                                                                      |
| Ấn Độ                                                                       | Eurosport                                                                   | [ 19 ]                                                                      |
| Guam                                                                        | CBS                                                                         | [ 20 ]                                                                      |
| Nhật Bản                                                                    | DAZN                                                                        | [ 21 ]                                                                      |
| Ấn Độ                                                                       | MNC                                                                         | [ 22 ]                                                                      |
| Myanmar                                                                     | Canal+                                                                      | [ 22 ]                                                                      |
| Quần đảo Bắc Mariana                                                        | CBS                                                                         | [ 20 ]                                                                      |
| Philippines                                                                 | Eleven Sports                                                               | [ 22 ]                                                                      |
| Hàn Quốc                                                                    | TVING                                                                       | [ 22 ]                                                                      |
| Đài Loan                                                                    | ELTA TV                                                                     | [ 22 ]                                                                      |
| Thái Lan                                                                    | Eleven Sports                                                               | [ 22 ]                                                                      |
| Việt Nam                                                                    | FPT Telecom VTV                                                             | [ 22 ] [ 23 ]                                                               |
| Các quốc gia ngoài khu vực sở hữu bản quyền Cúp bóng đá nữ châu Á 2022      |                                                                             |                                                                             |
| Bermuda                                                                     | CBS                                                                         | [ 20 ]                                                                      |
| Canada                                                                      | CBS                                                                         | [ 20 ]                                                                      |
| Ireland                                                                     | FreeSports                                                                  | [ 18 ]                                                                      |
| New Zealand                                                                 | Sky Sports 7 beIN Sports                                                    | [ 18 ]                                                                      |
| Châu Đại Dương                                                              | Sky Sports 7 beIN Sports                                                    | [ 18 ]                                                                      |
| Thổ Nhĩ Kỳ                                                                  | Spor Smart D-Smart GO                                                       | [ 18 ]                                                                      |
| Anh Quốc                                                                    | FreeSports                                                                  | [ 18 ]                                                                      |
| Hoa Kỳ                                                                      | CBS                                                                         | [ 24 ] [ 25 ]                                                               |

## Cầu thủ ghi bàn
Đã có 104 bàn thắng ghi được trong 25 trận đấu, trung bình 4.16 bàn thắng mỗi trận đấu.
7 bàn thắng
- Sam Kerr

5 bàn thắng
- Emily van Egmond
- Vương San San
- Vương Sảng
- Ueki Riko
- Ji So-yun

4 bàn thắng
- Đường Giai Lệ
- Yuika Sugasawa

3 bàn thắng
- Yui Narumiya
- Kanyanat Chetthabutr
- Lại Ly Cầm
- Tô Dục Huyên

2 bàn thắng
- Ellie Carpenter
- Hayley Raso
- Kyah Simon
- Mary Fowler
- Tiêu Dụ Nghi
- Yui Hasegawa
- Tahnai Annis
- Huỳnh Như
- Nguyễn Thị Tuyết Dung

1 bàn thắng
- Aivi Luik
- Caitlin Foord
- Tameka Yallop
- Trương Lâm Diễm
- Ngô Trừng Thư
- Trương Hân
- Hikaru Naomoto
- Miyazawa Hinata
- Sumida Rin
- Saki Kumagai
- Cho So-hyun
- Choe Yu-ri
- Lee Geum-min
- Seo Ji-youn
- Son Hwa-yeon
- Khin Marlar Tun
- Win Theingi Tun
- Chandler McDaniel
- Jessica Miclat
- Katrina Guillou
- Malea Cesar
- Quinley Quezada
- Sarina Bolden
- Irravadee Makris
- Nipawan Panyosuk
- Trần Yến Bình
- Vương Sương Huệ
- Trần Anh Huy
- Trác Lệ Bình
- Chương Thị Kiều
- Nguyễn Thị Bích Thùy
- Thái Thị Thảo

1 bàn phản lưới nhà
- Fatemeh Adeli (trong trận gặp Trung Quốc)
- Dominique Randle (trong trận gặp Úc)
- Trần Thị Phương Thảo (trong trận gặp Hàn Quốc)